# Michal Kempný
Michal Kempný (* 8. September 1990 in Hodonín, Tschechoslowakei) ist ein tschechischer Eishockeyspieler, der seit Oktober 2022 beim HC Sparta Prag aus der tschechischen Extraliga unter Vertrag steht. Mit den Washington Capitals aus der National Hockey League (NHL) gewann der Verteidiger in den Playoffs 2018 den Stanley Cup sowie mit der tschechischen Nationalmannschaft bei der Weltmeisterschaft 2024 die Goldmedaille.

## Karriere

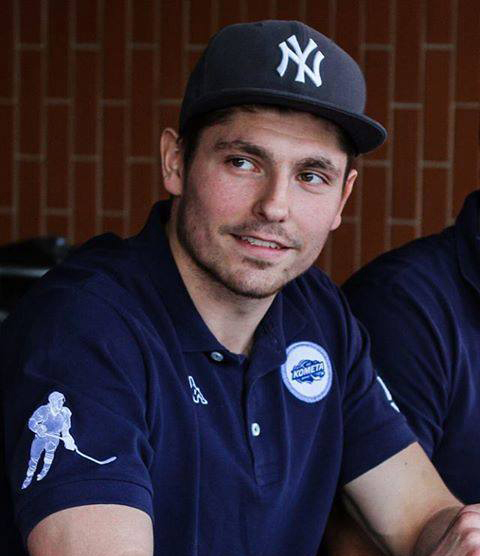
Kempný als Spieler des HC Kometa Brno (2014)

Kempný erlernte das Eishockeyspielen in der Nachwuchsabteilung des SHK Hodonín, dem Klub seiner Geburtsstadt. Die letzten Jahre seiner Juniorenkarriere verbrachte er bis 2008 aber bei den B- und A-Junioren des slowakischen Klubs HK 36 Skalica, bei dem er in der Saison 2007/08 auch sein Profidebüt in der slowakischen Extraliga feierte. Zur Spielzeit 2008/09 kehrte der Verteidiger wieder in sein Heimatland zurück und schloss sich dem HC Kometa Brno an, der zu dieser Zeit in der zweitklassigen 1. Liga spielte. Neben Einsätzen für die Herrenmannschaft kam Kempný auch für die A-Junioren und auf Leihbasis für seinen Stammklub SHK Hodonín zum Einsatz.
Auch in den folgenden drei Jahren war der Abwehrspieler vertraglich an den HC Kometa Brno gebunden, der durch einen Lizenzerwerb zur Saison 2009/10 den Sprung in die tschechische Extraliga gewagt hatte. Kempný kam dort auch im Verlauf der drei Spieljahre immer wieder zu Einsätzen, allerdings war diese Zeit auch von Ausleihen geprägt. Große Teile der Spielzeiten 2009/10 und 2010/11 verbrachte er daher in der 1. Liga – zunächst beim SK Horácká Slavia Třebíč und später beim HC Rebel Havlíčkův Brod, für den er auch noch einmal drei Spiele in der Saison 2011/12 bestritt. In dieser Spielzeit war er aber hauptsächlich für Brno im Einsatz. Mit dem Team feierte er am Saisonende die Vizemeisterschaft, ehe er den Klub nach vier Jahren verließ und zum Ligarivalen HC Slavia Prag wechselte.
In seinem neuen Klub avancierte Kempný zum Stammspieler und absolvierte im Verlauf des Jahres 51 Spiele. Dennoch kehrte er nach der Saison wieder zu Kometa Brno zurück und bestätigte dort die Leistungen der Vorsaison. Zudem gewann er mit der Mannschaft erneut den Vizetitel des Landes. Der endgültige Durchbruch auf dem europäischen Kontinent gelang dem Defensivakteur allerdings in der Saison 2014/15, als er in 43 Spielen 29 Scorerpunkte verbuchte und damit seine Offensivqualitäten unter Beweis stellte. Dies brachte dem 24-Jährigen im April 2015 ein Angebot des HK Awangard Omsk aus der Kontinentalen Hockey-Liga ein, zu dem er zur Saison 2015/16 schließlich für ein Jahr wechselte. Auch hier wusste der Tscheche mit 21 Punkten in 59 Partien zu überzeugen und erhielt nach Auslauf seines Einjahresvertrags im Mai 2016 ein Angebot aus der National Hockey League. Dort sicherten sich die Chicago Blackhawks die Dienste des ungedrafteten Free Agents.
Über das saisonvorbereitende Trainingslager im September erarbeitete sich Kempný einen Platz im Kader des NHL-Klubs aus Chicago und feierte am 12. Oktober zum Saisonauftakt sein Debüt. Anschließend stand er regelmäßig für Chicago auf dem Eis, bis er im Februar 2018 im Tausch für ein Drittrunden-Wahlrecht im NHL Entry Draft 2018 an die Washington Capitals abgegeben wurde. Mit den Capitals gewann er in den folgenden Playoffs 2018 den ersten Stanley Cup der Franchise-Geschichte. Anschließend unterzeichnete der Verteidiger einen neuen Vierjahresvertrag in Washington, der ihm ein durchschnittliches Jahresgehalt von 2,5 Millionen US-Dollar einbringen soll. Die Saison 2020/21 verpasste er fast komplett aufgrund einer Achillessehnenruptur und kam dabei nur kurzzeitig für die Hershey Bears in der American Hockey League (AHL) zum Einsatz, das Farmteam der Capitals.
Nach der Saison 2021/22 wurde sein Vertrag in Washington nicht verlängert, sodass er sich im Juli 2022 als Free Agent den Seattle Kraken anschloss. Nachdem er sich dort zu Beginn der Spielzeit 2022/23 keinen Platz im NHL-Aufgebot erspielen konnte und er zu den Coachella Valley Firebirds in die AHL geschickt wurde, wurde sein Vertrag wenig später vorzeitig aufgelöst. Der Verteidiger kehrte daraufhin in sein Heimatland zurück und schloss sich dem HC Sparta Prag an.

### International
Auf internationaler Ebene war Kempný sowohl im Junioren- als auch Seniorenbereich aktiv. Für die tschechischen Juniorenauswahlen lief er ab 2007 auf und kam bei der U18-Junioren-Weltmeisterschaft 2008 der Division I im polnischen Toruń erstmals bei einem internationalen Turnier zum Einsatz. Zum Wiederaufstieg in die Top-Division trug der Verteidiger in fünf Turnierspielen zwei Torvorlagen bei. Zwei Jahre später lief er bei der U20-Junioren-Weltmeisterschaft 2010 in Kanada wieder für Tschechien auf und erreichte den siebten Rang.
Zum Kader der Herrenauswahl gehört Kempný seit der Saison 2014/15, als er erste Einsätze im Rahmen der Euro Hockey Tour absolvierte. Bei internationalen Turnieren lief er erstmals bei der Weltmeisterschaft 2016 in Russland auf, die die Tschechen auf dem fünften Rang abschlossen. Der Abwehrspieler sammelte zwei Torvorlagen in acht Begegnungen und sicherte sich durch seine Leistungen auch einen Platz im Kader für den wenige Wochen später stattfindenden World Cup of Hockey 2016 im kanadischen Toronto. Die Heim-Weltmeisterschaft 2015 hatte er aufgrund einer Schulterverletzung noch verpasst. Bei der Weltmeisterschaft 2022 in Finnland gewann Kempný mit dem tschechischen Team die Bronzemedaille. Zwei Jahre später sicherte er sich mit dem Team bei der Weltmeisterschaft 2024 im eigenen Land die Goldmedaille.

## Erfolge und Auszeichnungen
- 2012 Tschechischer Vizemeister mit dem HC Kometa Brno
- 2014 Tschechischer Vizemeister mit dem HC Kometa Brno
- 2018 Stanley-Cup-Gewinn mit den Washington Capitals
- 2022 Spengler Cup All-Star-Team

### International
- 2008 Aufstieg in die Top-Division bei der U18-Junioren-Weltmeisterschaft der Division I
- 2022 Bronzemedaille bei der Weltmeisterschaft
- 2024 Goldmedaille bei der Weltmeisterschaft

## Karrierestatistik

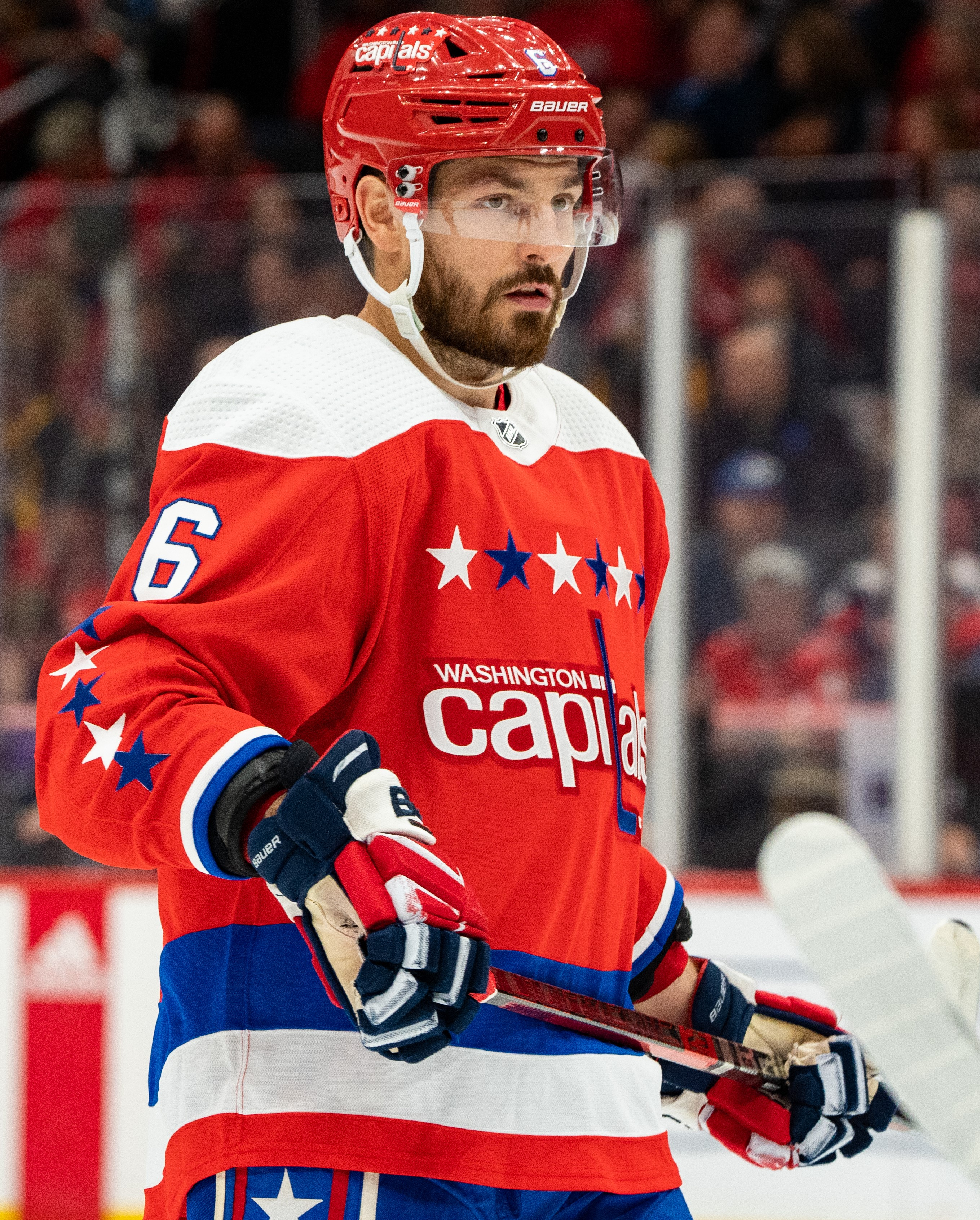
Kempný im Trikot der Washington Capitals (2020)

Stand: Ende der Saison 2023/24

### International
Vertrat Tschechien bei:
| - U18-Junioren-Weltmeisterschaft 2008 der Division I - U20-Junioren-Weltmeisterschaft 2010 - Weltmeisterschaft 2016 - World Cup of Hockey 2016 | - Weltmeisterschaft 2017 - Weltmeisterschaft 2022 - Weltmeisterschaft 2023 - Weltmeisterschaft 2024 |

(Legende zur Spielerstatistik: Sp oder GP = absolvierte Spiele; T oder G = erzielte Tore; V oder A = erzielte Assists; Pkt oder Pts = erzielte Scorerpunkte; SM oder PIM = erhaltene Strafminuten; +/− = Plus/Minus-Bilanz; PP = erzielte Überzahltore; SH = erzielte Unterzahltore; GW = erzielte Siegtore; 1 Play-downs/Relegation; Kursiv: Statistik nicht vollständig)